# Mohamed Chedly Belkadhi
 (janvier 2018).
Si vous disposez d'ouvrages ou d'articles de référence ou si vous connaissez des sites web de qualité traitant du thème abordé ici, merci de compléter l'article en donnant les références utiles à sa vérifiabilité et en les liant à la section « Notes et références ».
Mohamed Chedly Belkadhi, né le 7 avril 1901 à Tunis et décédé le 6 mars 1978, est un religieux et universitaire tunisien. Il s'est notamment fait connaître en tant que professeur à la Zitouna.

## Biographie

### Études
Mohamed Chedly Belkadhi entame ses études dans une école coranique moderne à la rue Sidi Ben Arous ; Mohamed Manachou figure parmi ses enseignants. En 1915, il poursuit ses études secondaires à la Zitouna jusqu'à l'obtention du diplôme de fin d'études secondaires, alors appelé tatwi, en 1922. Il achève ses études à la section supérieure de la mosquée ; il a notamment eu comme professeurs Mohamed Ben Youssef, Mohamed Tahar Ben Achour, Mohamed Abdelaziz Djaït, Belhassen Najar et Mohamed Béchir Ennaifer.

### Carrière
Par la suite, Belkadhi pratique l'enseignement à la mosquée puis à l'Université Zitouna pendant 55 ans ; il commence l'enseignement comme volontaire en 1924 puis obtient le certificat de réussite au concours d'aptitude pédagogique au premier et deuxième degré, respectivement en 1931 et 1938.
En 1940, il obtient la fonction de premier imam de la mosquée Hammouda-Pacha.

### Réformateur
Le cheikh Belkadhi œuvre durant son parcours pour la réforme et la modernisation de l'enseignement de la Zitouna, tout en lui conservant son identité arabo-musulmane. Pour cela, il fonde avec d'autres cheikhs la revue zitounienne, en septembre 1936, et la dirige jusqu'à sa distinction en 1955. Il est alors désigné comme membre de la cinquième commission de la réforme de l'enseignement zitounien réunie en 1938. Il est aussi l'un des organisateurs du premier congrès zitounien tenu en octobre 1944 puis du troisième congrès tenu en novembre 1955.
Mohamed Chedly Belkadhi a aussi eu une activité politique au sein du mouvement national tunisien.

## Vie privée
Fils de Mohamed Belkadhi, cadi selon le rite hanéfite de 1912 à 1917, il est le frère de l'ancien mufti de la République, Mohamed El Hédi Belkadhi, et d'Ibrahim Belkadhi, enseignant selon le rite hanéfite.